# Мирагая (динозавр)
Мирагая (лат. Miragaia) — род четвероногих растительноядных динозавров из семейства Stegosauridae, известный по ископаемым остаткам из верхнеюрских отложений формации Лориньян (Португалия). Наиболее необычная характеристика — длинная шея, напоминающая таковую у завропод.
Род назван по имени португальского района Мирагая.

## Описание
Размер динозавра был оценен в 6,5 метра, а масса — в 2 тонны.
Передняя нижняя боковая кромка предчелюстной кости выступает ниже. Кончик клюва был беззубым. Выемка на кончике рыла при рассмотрении сверху имела форму буквы W. Верхняя поверхность носовой кости была орнаментированной. Гребень носовой кости образовал контакт с верхней челюстью. На нижней челюсти было шестнадцать зубов. Заглазничная кость была небольшой и имела трёхлучевую форму.
Наиболее яркая черта данного рода динозавров — длинная, как у завропода, шея. Тело было короче шеи.